# 戸井智恵美
戸井 智恵美（とい ちえみ、1993年6月29日 - ）は、日本の女優。山口県出身。身長155cm、血液型A型。

## 出演

### ドラマ
- チーム・バチスタ3 アリアドネの弾丸 （2011年、フジテレビ ） - 三谷優花 役
- ほんとにあった怖い話 〜 奇怪な最終バス 〜 （2011年、フジテレビ）
- HUNTER〜その女たち、賞金稼ぎ〜 第7話（2011年11月22日、フジテレビ）- 中村貴子 役
- 海賊戦隊ゴーカイジャー 第39話（2011年11月20日、テレビ朝日） - デジ研女子 役
- 相棒 Season 10 第8話「フォーカス」（2011年12月7日、テレビ朝日）- 立川事件の被害者 内海佳苗 役
- 非公認戦隊アキバレンジャー 第1話（2012年、BS朝日）
- 世にも奇妙な物語 2012年 秋の特別編〜心霊アプリ〜 （2012年10月6日、フジテレビ）- 相沢萌 役
- ホリック〜xxxHOLiC〜 第3話（2013年3月10日、WOWOW） - 高校生時代のツバキ 役
- 仮面ライダー鎧武 第12話（2014年1月5日、テレビ朝日）
- 黒服物語 第6話（2014年11月28日、テレビ朝日）- 麻美 役

### 映画
- 2012年 センチメンタルヤスコ （ヒナ 役 / 堀江慶 監督）
- 2012年 愛と誠 （さつき 役 / 三池崇史 監督）
- 2013年 ひまわり〜沖縄は忘れない、あの日の空を〜（比嘉みさき 役 / 及川義弘 監督）

### Vシネマ
- 戦慄ショートショート コワバナ 恐噺 （2011年）
- コワバナJ 放課後の怪談2 （2012年）
- 絶叫 （2012年）